# Лбовские Хутора
Лбовские Хутора — деревня в Кесовогорском районе Тверской области. Входит в состав Феневского сельского поселения.

## География
Находится в юго-восточной части Тверской области на расстоянии приблизительно 12 км на северо-восток по прямой от районного центра поселка Кесова Гора.

## История
Деревня показана уже только на карте 1983 года.

## Население
Численность населения: 23 человека (русские 96 %) в 2002 году, 24 в 2010.